# Sydslesvigsk Vælgerforening
Sydslesvigsk Vælgerforening (danska) eller Südschleswigscher Wählerverband (tyska) (nordfrisiska: Söödschlaswiksche Wäälerferbånd), förkortas SSW, är ett politiskt parti för den danska och den frisiska minoriteten i det tyska förbundslandet Schleswig-Holstein. Partiet grundades 1948 och har med ett kortare uppehåll varit representerad i Schleswig-Holsteins landtag sedan dess.

## Skydd för minoritetspartier i valsystemet
Vid val till Tysklands förbundsdag tillämpas ett blandat valsystem, där väljarna kan avge två röster. Förstarösten avser majoritetsval i enpersonsvalkretsar. Andrarösten avser proportionella val genom listor, där de listor som fått minst fem procent av de giltiga rösterna i valkretsen eller som vunnit minst tre enpersonsvalkretsar tilldelas mandat. Enligt förbundsvallagen ska dock inte spärregeln tillämpas på valsedlar som lämnats in av minoritetspartier.
Vid val till Schleswig-Holsteins lantdag tillämpas samma valsystem men spärrgränsen är något lägre. Mandat tilldelas fortfarande de listor som fått minst fem procent av de giltiga rösterna, alternativt till de listor som vunnit minst en enpersonsvalkrets. Enligt vallagen för Schleswig-Holstein är dock danska minoritetspartier undantagna från spärregeln.

## Representation

### Federal nivå: Tysklands förbundsdag
Från Västtysklands grundande 1949 hade Sydslesvigsk Vælgerforening ett mandat i förbundsdagen från 1949–1953. Därefter minskade intresset för partiet, minoritetsskyddet i vallagen justerades vid några tillfällen, och från 1961 beslutade sig partiet för att fokusera på kommunal- och delstatsvalen.
Först 2020 beslutade partiet på nytt att kandidera till förbundsdagen. Tack vare minoritetsskyddsreglerna räckte partiets 55 330 röster – motsvarande 0,1 % av de avgivna rösterna i valet – till ett mandat i förbundsdagen. Därmed blev partiets toppkandidat Stefan Siedler partiets första ledamot av förbundsdagen på nästan 70 år.

### Delstatsnivå: Schleswig-Holsteins lantdag
På delstatsnivå är Sydslesvigsk Vælgerforening väletablerat, och har haft mandat i lantdagen sedan 1948 med undantag av åren 1954–1958. Ursprungligen hade partiet sex mandat i lantdagen, men efter justeringar av minoritetsregler var Sydslesvigsk Vælgerforening representerade med en enda ledamot mellan 1962 och 1996, för att därefter pendla från två till fyra ledamöter.
Åren 2012–2017 ingick partiet i en regeringskoalition med Tysklands socialdemokratiska parti, SPD och De gröna. I regeringen företräddes partiet av Anke Spoorendonk, som var justitieminister och även hade ansvar för Europafrågor och kulturfrågor. I valet 2017 fick partiet 3,3 % av rösterna, vilket tack vare minoritetsskyddsreglerna gav dem 3 mandat i lantdagen.
Vid delstatsvalet i maj 2022 fick partiet 5,7 % av rösterna, och klarade därmed spärrgränsen av egen kraft. Partiet tilldelades fyra mandat i lantdagen. Gruppledare är sedan senaste valet Christian Dirschauer.

## Politisk inriktning
Partiet grundades 1948 genom beslut av den brittiska militärregeringen för att företräda den danska minoritetens intressen. Under 1950- och 1960-talet har minoritetspolitik stått helt i fokus, inte minst frågan om danskspråkiga skolor. Från 1970-talet har partiets inriktning breddats något, men någon egentlig positionering på höger-vänsterskala har inte skett. I stället beskrivs partiets politik av andra och i det egna partiprogrammet som "skandinavisk" eller "nordisk", vilket exemplifieras med den nordiska modellen för arbetsmarknaden, eller synen på utbyggd barnomsorg för att stärka arbetslinjen.

## Partiledare

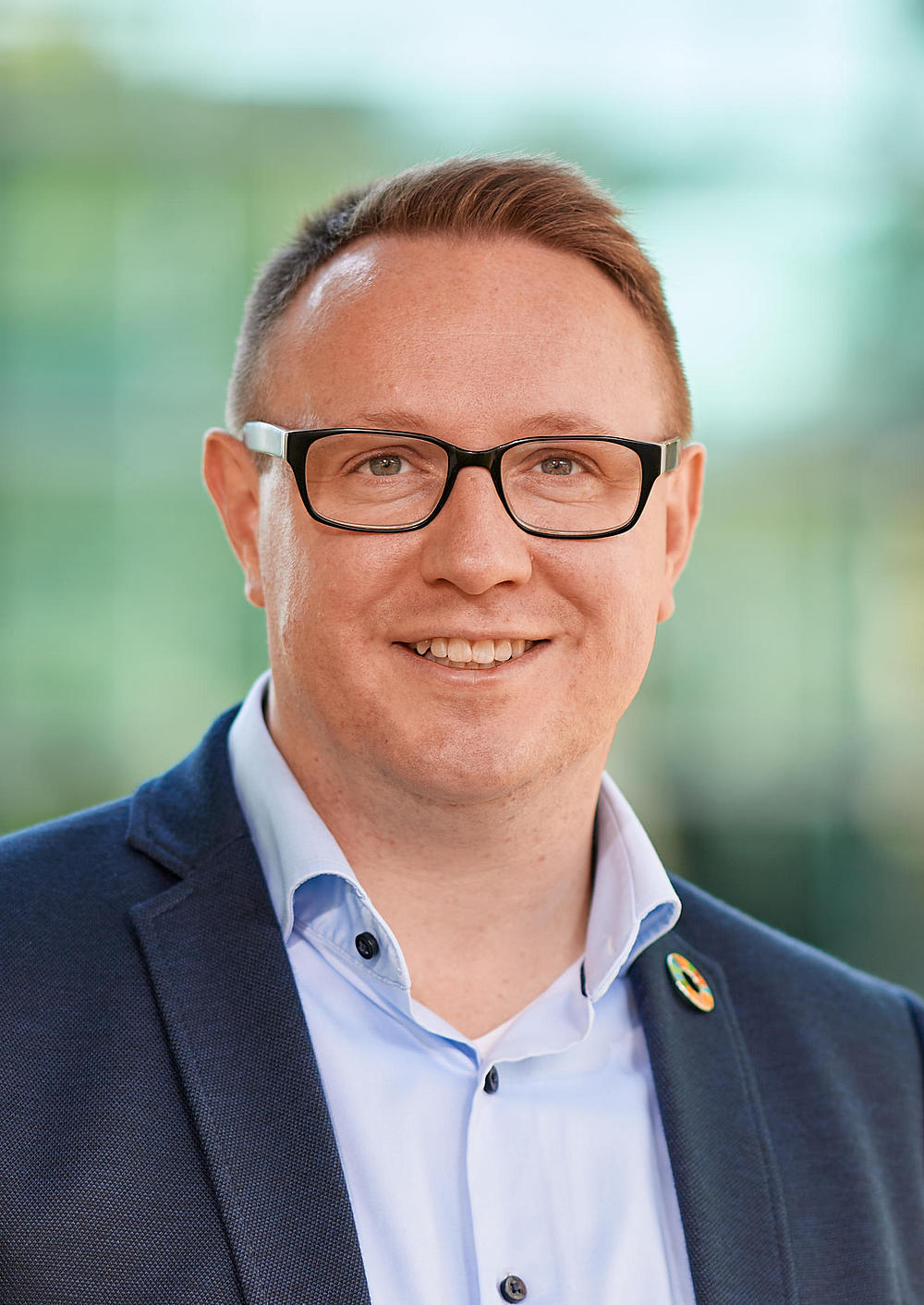
Christian Dirschauer

| Partiledare          | Partiledare |
| -------------------- | ----------- |
| Svend Johannsen      | 1948–1949   |
| Samuel Münchow       | 1949–1950   |
| Hermann Clausen      | 1950–1956   |
| Friedrich Mommsen    | 1956–1960   |
| Karl Otto Meyer      | 1960–1975   |
| Gerhard Wehlitz      | 1975–1989   |
| Wilhelm Klüver       | 1989–1997   |
| Gerda Eichhorn       | 1997–2005   |
| Flemming Meyer       | 2005–2021   |
| Christian Dirschauer | 2021–       |